# Central National Society for Women’s Suffrage
Central National Society for Women’s Suffrage (CNSWS), var en organisation för kvinnlig rösträtt i Storbritannien, aktiv mellan 1888 och 1897.
Föreningen bildades när Central Committee of the National Society for Women's Suffrage splittrades över huruvida man borde vara opolitiska eller alliera sig med politiska partier: gruppen som ansåg det förra behöll det gamla namnet, medan den senare gruppen tog sig namnet Central National Society for Women’s Suffrage (CNSWS); de uppgick båda 1897 i National Union of Women's Suffrage Societies. De båda föreningarna lämnade samarbetade kring ‘Parliamentary Franchise (Extension to Women) Bill’ år 1896, och förenades året därpå igen genom att bilda National Union of Women's Suffrage Societies.